# Pro Evolution Soccer 2011 3D
Pro Evolution Soccer 2011 3D (Winning Eleven 3DSoccer i Japan) är ett fotbollsTV-spel släppt som en av lanseringstitlarna till Nintendo 3DS. Spelet utvecklades och utgavs av Konami. Spelet är en återutgivning av Pro Evolution Soccer 2011, men det är i 3D och istället för att kameran är i sändningsvy kommer kameran att vara bakom den valda spelaren. Omslaget pryds av Lionel Messi.